# Verbeck House

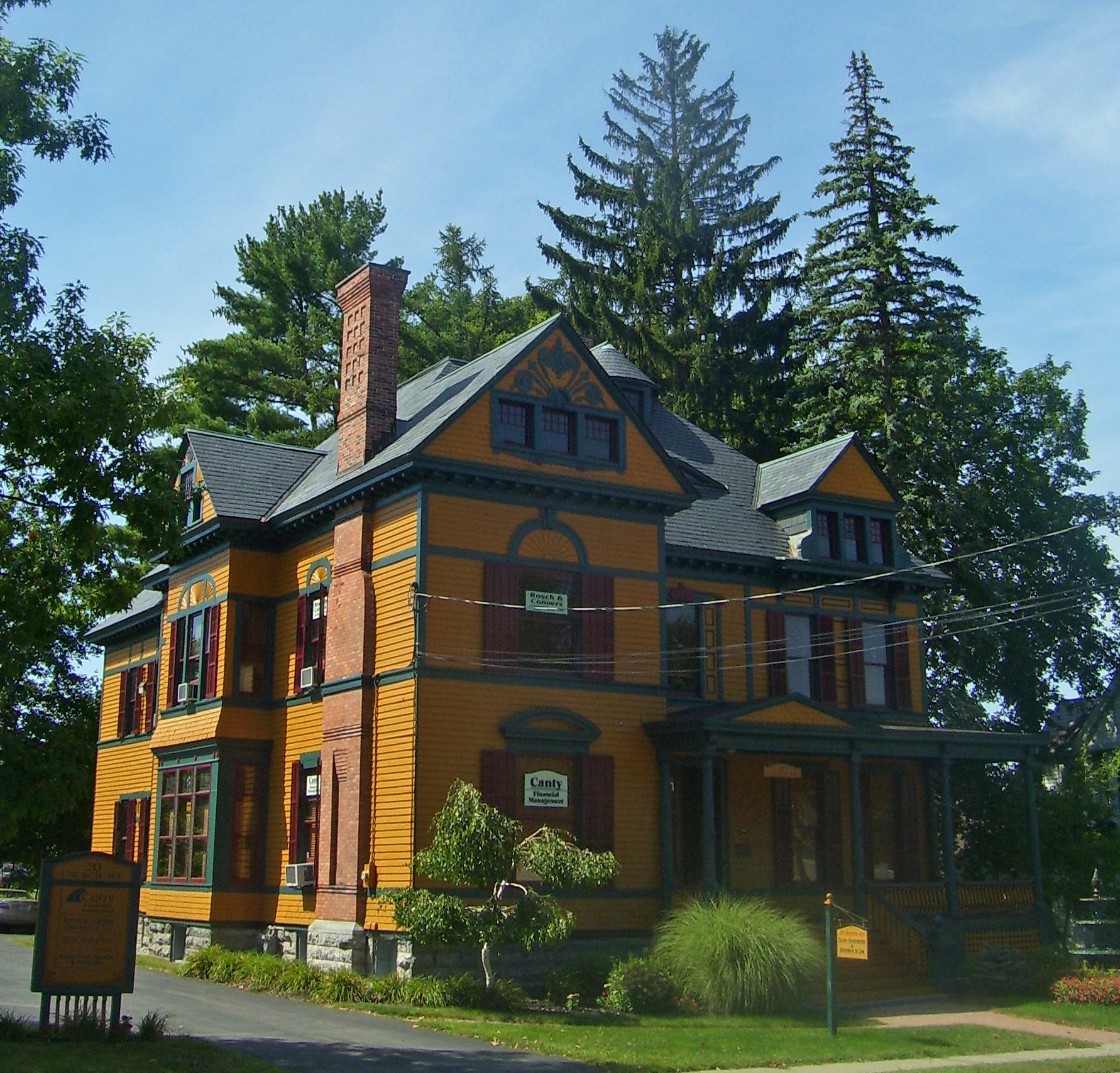
Ansicht auf Ost- und Südfassade des Hauses (2008)

Das Verbeck House ist ein früheres Wohnhaus an der Church Street (NY 50), direkt südlich des Zentrums von Ballston Spa, New York. Es handelt sich um ein gegen Ende des 19. Jahrhunderts erbautes Gebäude in Holzständerbauweise.
Das Haus war eines der letzten Bauwerke, das von dem regional einflussreichen Architekten Marcus F. Cummings entworfen wurde. Es ist eines der wenigen Wohnhäuser, die er gegen Ende seiner Karriere plante und eines der wenigen seiner Werke im Queen Anne Style. Ein Großteil der ornamentreichen Dekorationselemente aus dieser Ära ist im Inneren erhalten.
Es wurde 1983 in das National Register of Historic Places aufgenommen. Danach wurde es für eine gewisse Zeit vom National Bottle Museum genutzt; diese Einrichtung erhielt staatliche Mittel als Matching Fonds, um das Gebäude zu rekonstruieren. Nach einem Disput mit der Mutterorganisation bezog das Museum größere Räumlichkeiten im Zentrum des Ortes. Heute sind in dem Gebäude einige Büros von Freiberuflern untergebracht.

## Gebäude
Das Haus steht auf einer kleinen Parzelle auf der Westseite der Straße, direkt südlich der High Street (NY 67) und wird teilweise von hohen Bäumen beschattet. Ein Parkplatz wurde an der Südseite gebaut und dient den in dem Haus befindlichen Büroangestellten. Die Umgebung des Hauses besteht weitgehend aus Wohnbebauung.
Das zweieinhalbstöckige Gebäude mit vier auf sechs Jochen steht auf einem steinernen Fundament. Die Fassade ist zum größten Teil mit schmalen Holzplanken verkleidet, die tragenden Elemente sind dabei in Form und Farbe betont. Das Schieferdach wird von einem ausgeformten Gesims umgeben. Zweistöckige Joche an der südlichen und östlichen Front des Hauses treten hervor, eine Veranda mit Balustrade befindet sich östlich des Haupteingangs. Die Fensterstürze sind mit verziert. Ein aus Backsteinen gemauerter Kamin mit Konsole erhebt sich nahe der südöstlichen Ecke des Hauses.
Der Haupteingang ist eine Holztüre mit sechs Feldern und seitlichen Fenstern aus Buntglas sowie einem Kämpferfenster. Er öffnet sich in eine zentrale Halle, die mit hohlgeprägten mit Blumen gemusterten Tapeten im frühen Stil der Art Nouveau dekoriert ist und fast über die gesamte Länge des Hauses läuft und so den Zugang zu den Salonzimmern und den anderen Räumen ermöglicht, die mit Kirschholz vertäfelt sind. Eine Treppe aus Walnuss-Holz mit gedrechselten Balustern führt in den zweien Stock. Die Türen an dem westlichen Ende beider Flure haben Buntglasfenster im Muster der Dekoration der Eingangshalle.
Der Parkettboden aus Eichenholz ist original. Das Haus verfügt über seltene Kronleuchter, die entweder mit Gaslichtern oder elektrischen Leuchtkörpern betrieben werden konnten. Die mit Wasserdampf beheizten Radiatoren funktionieren, die Pantry für den Butler ist noch intakt. Es gibt keine Hinweise auf frühere Nebengebäude.

## Geschichte
Das Haus wurde für James Verbeck, einem prominenten ortsansässigen Advokaten, geplant; es war eines der letzten von Cummings gebauten Häuser, bevor der Architekt sich 1891 in den Ruhestand zurückzog. Cummings ist primär für seine Gewerbebauten im Central Troy Historic District bekannt. Die meisten seiner zuvor gebauten Häuser entstanden vor 1869, nachdem ein Stadtbrand Troy verwüstet hatte und entsprachen der Italianate-Architektur oder dem Second Empire. Seine Verwendung von Elemente des Queen Anne Styles war somit ein starker Kontrast zu seinen früheren Arbeiten auf dem Gebiet der Wohnhausplanung.
Verbecks Nachkommen besaßen das Haus bis 1978 und unterhielten es mitsamt der Innenausstattung nahezu im ursprünglichen Zustand. Im Jahr darauf wurde es der Federation of Historical Bottle Clubs und zum National Bottle Museum umgebaut. Das Museum erhielt 1989 einen staatlichen Zuschuss in Höhe von 46.000 US-Dollar, und ließ das Haus in den ursprünglichen Farben neustreichen.
Drei Jahre später kam es zwischen der Federation und dem Museumsbetreiber, der National Bottle Museum Society zu einem Streit und der Nutzungsvertrag für das Haus durch das Museum wurde gekündigt. Eine Nebenvereinbarung in der Urkunde, mit der die Familie Verbecks das Haus gestiftet hatte, sah zwar die Rückgabe an die Familie vor, falls es nicht mindestens 23 Jahre lang als Museum genutzt wurde; diese wurde jedoch aufgehoben, als der staatliche Zuschuss zur Rekonstruktion bewilligt wurde. Die Federation bot das Haus schließlich zum Verkauf an. Es beherbergte 2009 die Büros einer Versicherungsagentur und eines Finanzdienstleisters.